# Philibert Jacques Melotte
Philibert Jacques Melotte (* 29. Januar 1880; † 30. März 1961) war ein britischer Astronom, dessen Eltern aus Belgien eingewandert waren.
1908 entdeckte er einen neuen Mond des Planeten Jupiter, der heute unter dem Namen Pasiphae bekannt ist. Diesen Namen erhielt der Himmelskörper allerdings erst 1975, vorher wurde er als „Jupitermond VIII“ bezeichnet, da er der achte entdeckte Mond des Planeten war. 
Am 16. Januar 1909 entdeckte er den Asteroiden (676) Melitta. 1915 stellte er einen Katalog von 245 offenen Sternhaufen und Kugelsternhaufen zusammen, der insbesondere viele große und schon mit bloßem Auge sichtbare Haufen wie die Hyaden, das Haar der Berenike und die α-Persei-Gruppe enthält.